# مودنة

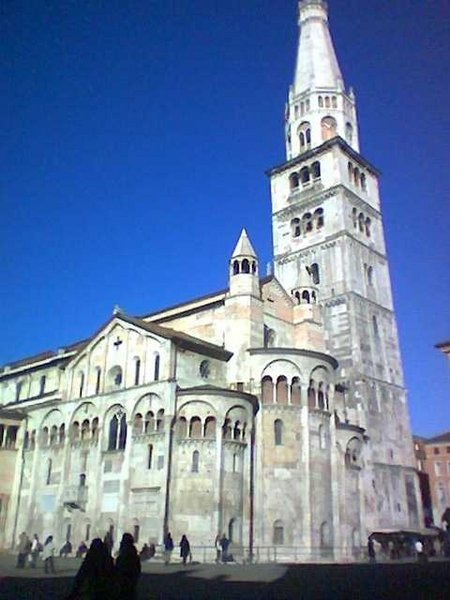
الكاتدرائية وبرج تشيفيكا وساحة غراندي

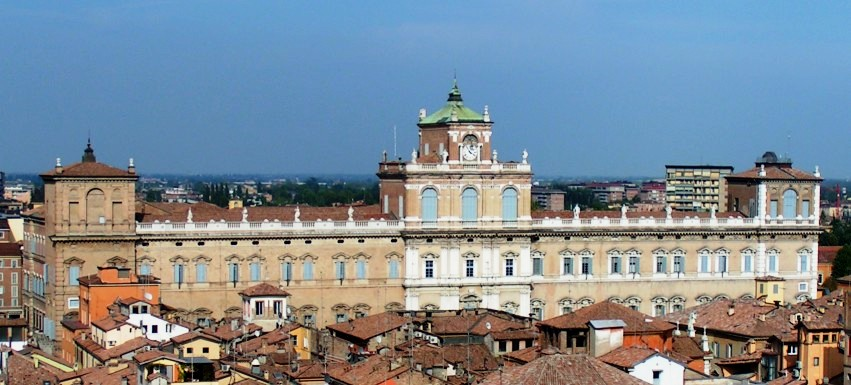
القصر الدوقي حاليا أكاديمية عسكرية

مُودنة أو مُودِنا أو مُودينة أو (نقحرة: مودينا) (بالإيطالية: Modena)‏ مدينة شمال إيطاليا بإقليم إميليا رومانيا، عاصمة مقاطعة مُودِنة، عدد سكانها 179.937 نسمة. كانت عاصمة منذ عام 1598 ولعدة قرون لدوقية مُودِنة وريدجو لآل إستي (حتى الانضمام إلى مملكة إيطاليا في عام 1859).
مدينة عريقة، وهي مقر لأساقفية، ولكنها الآن تشتهر أكثر بأنها «عاصمة المحركات»، منذ أن استقرت مصانع أشهر الشركات الإيطالية المنتجة للسيارات الرياضية فيراري، بوغاتي، دي تومازو، لامبورغيني، باغاني ومازيراتي هنا، وكلها عدا لامبورغيني، لها مقرات في المدينة أو بالقرب منها. ومقر لامبورغيني لا يبعد كثيراً في قرية صغيرة سانتأغاتا بولونيزي بمقاطعة بولونيا المتاخمة.
تأسست جامعة مُودِنة وريدجو إميليا في عام 1175، وقام فرانشيسكو الثاني إستي بتوسيعها في عام 1686، لديها تقاليد عريقة في تدريس الاقتصاد، الطب والقانون. كما تستضيف المدينة منذ عام 1947 مقر الأكاديمية العسكرية للجيش والدرك، ومقرها جزئياً يقع في قصر الدوقي الباروكي. تحوي مكتبة إستينسي مجلدات تاريخية و 3،000 مخطوطة.
أُعلنت منظمة اليونسكو الكاتدرائية وبرج غيرلاندينا والساحة الكبرى (Piazza Grande) للمدينة كمواقع للتراث العالمي.
تشتهر مُودِنة في أوساط الطبخ لإنتاجها من الخل البلسمي. كما أنها مهد لملصقات بانيني المعروفة.
من مشاهير أبناءها ماريا إستي ملكة انكلترا القرينة؛ وولد بها مغني الأوبيرالوتشانو بافاروتي (1935-2007) ومغنية الأبيرا ميريلا فريني ؛ الكاهن الكاثوليكي وكبير تعويذي الفاتيكان الأب غابرييلي أمورت ؛ ومغني الروك فاسكو روسي الذي ولد في زوكا، وهي واحدة من 47 بلدية في مقاطعة مُودِنة.

## السكان
في سنة 1861 بلغ عدد السكان 52٬629 نسمة، وتطور العدد ليصل في سنة 2011 لـ 179٬149 نسمة.
يظهر هذا المخطط البياني تطور النمو السكاني لـ مودِنة

## الجغرافيا
تقع مُودِنة على وادي بو يحدها نهرين ولكن لا يمران بها وهما نهر سيكيا ونهر بانارو وهما من روافد نهر بو ويرمز إلى يوجدها نافورة النهرين وسط المدينة وهي من أعمال النحات جوزيبي غراتسيوزي، ترتبط المدينة بنهر بانارو عبر قناة نافيليو.
تبعد مُودِنة عن جبال الأبينيني 10 كم إلى الجنوب.
حسب تصنيف كوبن المناخي يصنف مناخ مُودِنة عادة بأنه شبه استوائي رطب. ذات صيف ساخن ورطب مع أمطار قليلة، وشتاء بارد وممطر.

### السكان
في تعداد السكان عام 2001، كان عدد السكان الإجمالي للبلدية هو 178013 نسمة، ولكنه تجاوز 180000 في عام 2006، وانتظم في عام 2007 عند 180080.
| عدد العائلات | معدل عدد أفراد الأسرة | المهاجرون المقيمون | المهاجرون من خارج الاتحاد الأوروبي |
| ------------ | --------------------- | ------------------ | ---------------------------------- |
| 80.377       | 2,22                  | 18.710             | 17.562                             |

أول عشرة جنسيات في مُودِنة في 31 ديسمبر 2006 بعد الإيطالية:

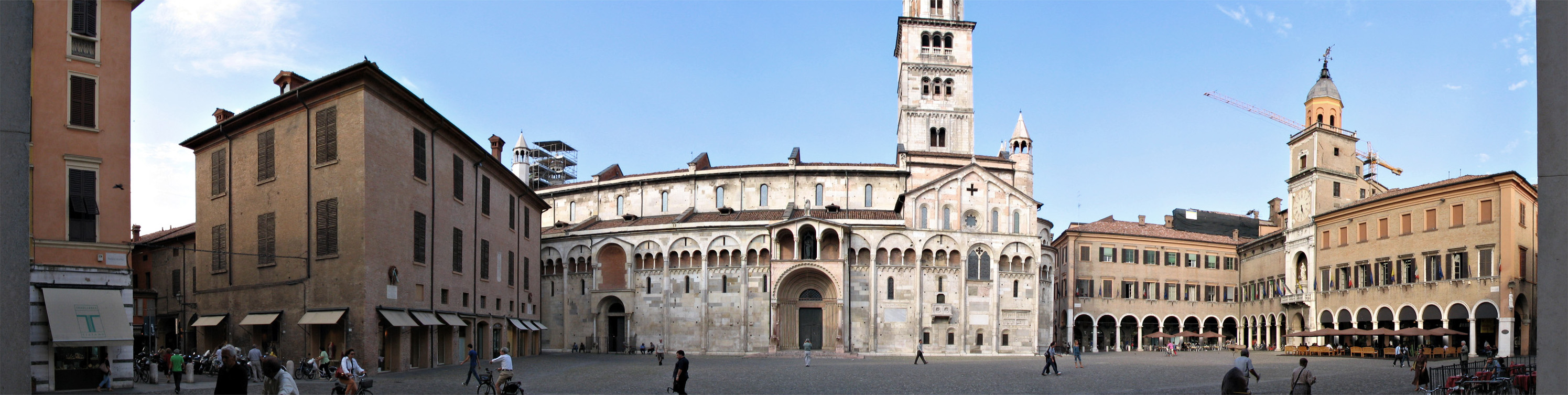
Panorama di Piazza Grande, Modena, Settembre 2006.

-المغرب:2696
-ألبانيا:1844
-غانا:1780
-الفيلبين:1664
-تونس:1274
-رومانيا:1117
-أوكرانيا:999
-تركيا:817
-نيجيريا:767
-مولدافا:583

## التاريخ

### العصور القديمة
سكن الفيلانوفيون الأراضي حول مُودِنة (لدى الرومان mutina ولدى الاتروسكان muoina) في العصر الحديدي، ولاحقا قبائل ليغورية وأتروسكان وقبيلة بوي الغالية (تحولت لمستوطنة إترورية). ورغم أن تاريخ إنشائها غير معروف بالتحديد، بيد أنه من المعروف أنها كانت موجودة في القرن الثالث قبل الميلاد، ففي عام 218 قبل الميلاد خلال قيام حنبعل بغزو إيطاليا، ثارت قبيلة بوي وحاصرت المدينة. وصفها المؤرخ الروماني تيتوس ليفيوس بأنها القلعة المحصنة التي احتمى بها الإداريون الرومان. نتيجة الحصار غير معروفة، لكن على الأرجح أنها هُجرت بعد قدوم حنبعل. أُعيد تأسيس موتينا كمستعمرة رومانية في 183 قبل الميلاد، لاتخاذها قاعدة عسكرية من قبل ماركوس أميليوس ليبيدوس، مما سبب احتلال اللغوريين لها ونهبها في عام 177 قبل الميلاد. ومع ذلك، أعيد بناؤها وسرعان ما أصبحت أهم مركز في منطقة الألب الغالي، وذلك بسبب أهميتها الاستراتيجية وأيضا لوقوعها على مفترق طرق مهم بين طريق إميليا والطريق المؤدي إلى فيرونا.
حوصرت موتينا مرتين خلال القرن الأول قبل الميلاد. الحصار الأول من قبل بومبي عام 78 قبل الميلاد، عندها دافع عنها ماركوس يونيوس بروتوس (زعيم شعبي، لا ينبغي الخلط بينه وبين ابنه أشهر قتلة يوليوس قيصر). استسلمت المدينة في النهاية من للجوع، وفر بروتوس ليقتل في ريدجو إميليا. في الحرب الأهلية اللاحقة بعد اغتيال القيصر حوصرت المدينة مرة أخرى وهذه المرة من قبل ماركوس أنطونيوس في عام 44 قبل الميلاد، ودافع عن المدينة ديسيموس يونيوس بروتوس ألبينوس. وأنقذ أوكتافيان المدينة بمساعدة من مجلس الشيوخ.
وصفها شيشرون Mutina splendidissima موتينا الأجمل. حافظت على موقعها حتى القرن الثالث كأهم مدينة في إميليا مشكلة حديثا، ولكن سقوط الإمبراطورية سبب سقوط موتينا أيضا، كما استخدمت كقاعدة عسكرية سواء ضد البرابرة وفي الحروب الاهلية. ويقال أن موتينا لم تحتل من قبل أتيلا لأن ضبابا كثيفا أخفاها، إلا إنها في دفنت جراء فيضان عارم في القرن السابع وهُجرت.

### العصور الوسطى
أسس أبنائها المبعدون مدينة جديدة على بعد بضعة أميال إلى الشمال الغربي، لا تزال قائمة ببلدة تشيتانوفا ("المدينة الجديدة"). قام الأسقف لودوفيكوس بترميم وإعادة تحصين مُودِنة حوالي نهاية القرن التاسع. ثم أصبحت المدينة جزءا من ممتلكات الكونتيسة ماتيلدي، وصارت بلدية حرة ابتدأً من القرن الثاني عشر. أثناء الحروب بين الإمبراطور فريدريك الثاني والبابا غريغوريوس التاسع صفت مُودِنة إلى جانب الإمبراطور.
بسبب الصراع الداخلى بين الأسر النبيلة المحلية تخلت مُودِنة عن حريتها البلدية بمنحها إلى أوبيتسو الثاني ديستي ماركيز فيرارا في عام 1288. وبعد عام عرضت ريدجو أيضا على أوبيتسو الثاني فأصبح حاكم هاتين المقاطعتين كإمبراطور إقطاعي، بينما كانت فيرارا للبابا.
بعد وفاة خليفة أوبيتسو (أتسو الثامن عام 1308) عادت مُودِنة بلدية من جديد، ولكن آل إستي استعادوا سلطانهم عليها بشكل حاسم عام 1336. واستلم بورسو ديستي (1413-1471) رسميا لقب دوق مُودِنة وريدجو من فريدريك الثالث عام 1452.

### العصر الحديث
قام إركولي الثاني بتوسيعها وتحصينها، وأصبحت المقر الدوقي الأول لآل إستي بعد سقوط فيرارا في يد البابا عام 1598. بنى فرانشيسكو الأول (1629-1658) القلعة وبدأ بناء القصر الذي زينه إلى حد كبير فرانشيسكو الثاني. أُخرج الدوق رينالدو ديستي مرتين في القرن الثامن عشر من مدينته مدفوعا باجتياح الفرنسيين. بنى فرانشيسكو الثالث في مُودِنة العديد من المباني العامة، ولكن العديد من لوحات آل إستي بيعت وانتهى بهم الأمر في درسدن. توفي إركولي الثالث في منفاه بتريفيزو رافضا عروض نابليون بالتعويض بعدما صارت مُودِنة جزءا من الجمهورية البادانية النابليونية، وتزوجت ابنته الوحيدة ماريا بياتريشي من الأرشيدوق النمساوي فرديناند هابسبورغ ابن الأرشيدوقة ماريا تيريزا، واستعاد إبنهما البكر فرانشيسكو الرابع إرث العائلة في عام 1814، وبسرعة قام بهدم التحصينات التي قد استخدمت ضده في عام 1816، وبدأ سنوات مُودِنة تحت الحكم النمساوي الرجعي والاستبدادي، مستخدما الجيش النمساوي لإخماد التمرد في عام 1830. وقد طرد ابنه الرجعي كذلك فرانشيسكو الخامس مؤقتا من مُودِنة إبان ثورة 1848 الأوروبية، ولكن الجيش النمساوي أعاده. وبعد عشر سنوات في العشرين من أغسطس عام 1859 أعلن ممثلو مُودِنة أن أراضيها جزء من مملكة إيطاليا، وهو قرار أكده الاستفتاء في عام 1860.

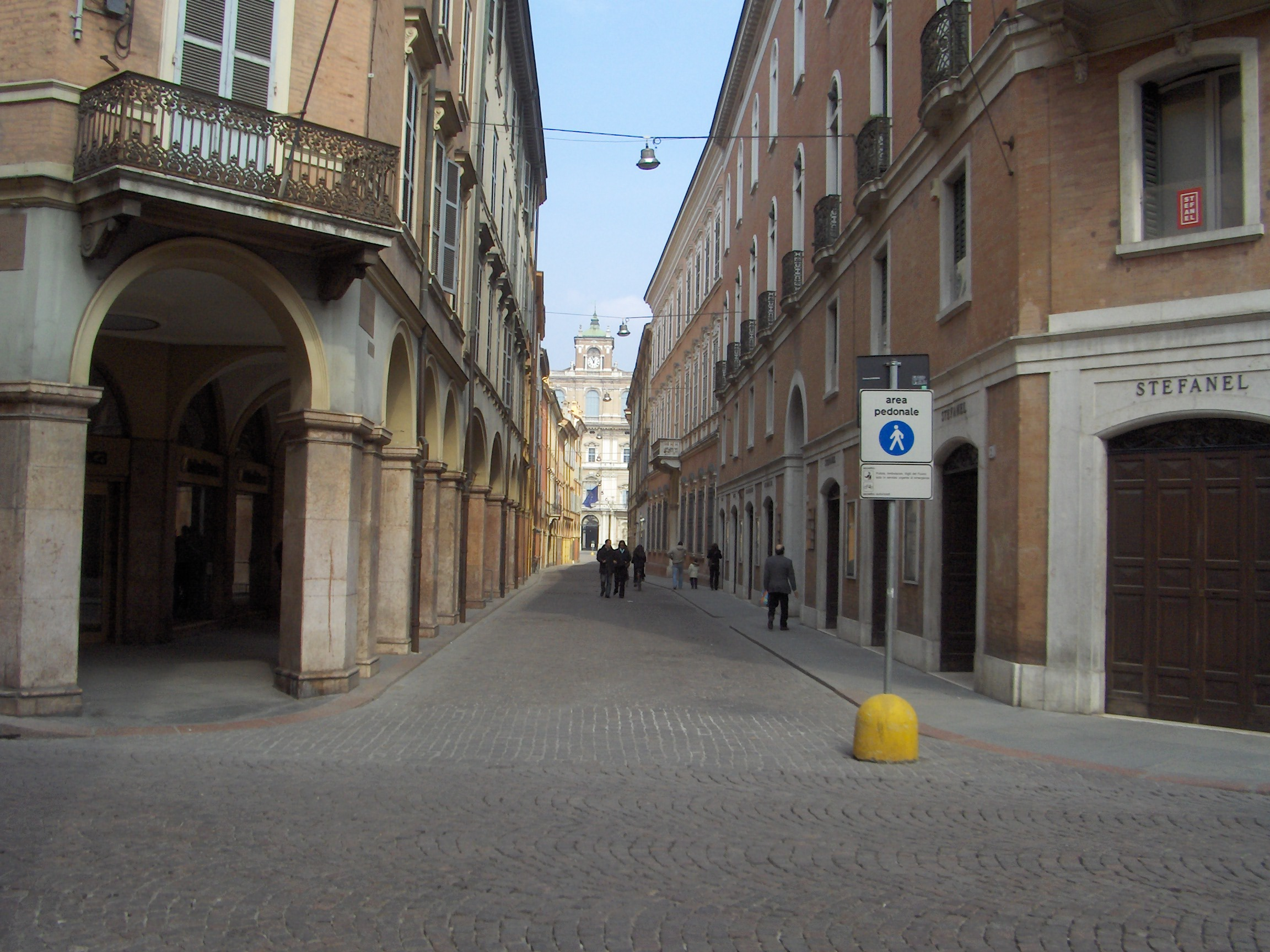
شارع فاريني والقصر الدوقي
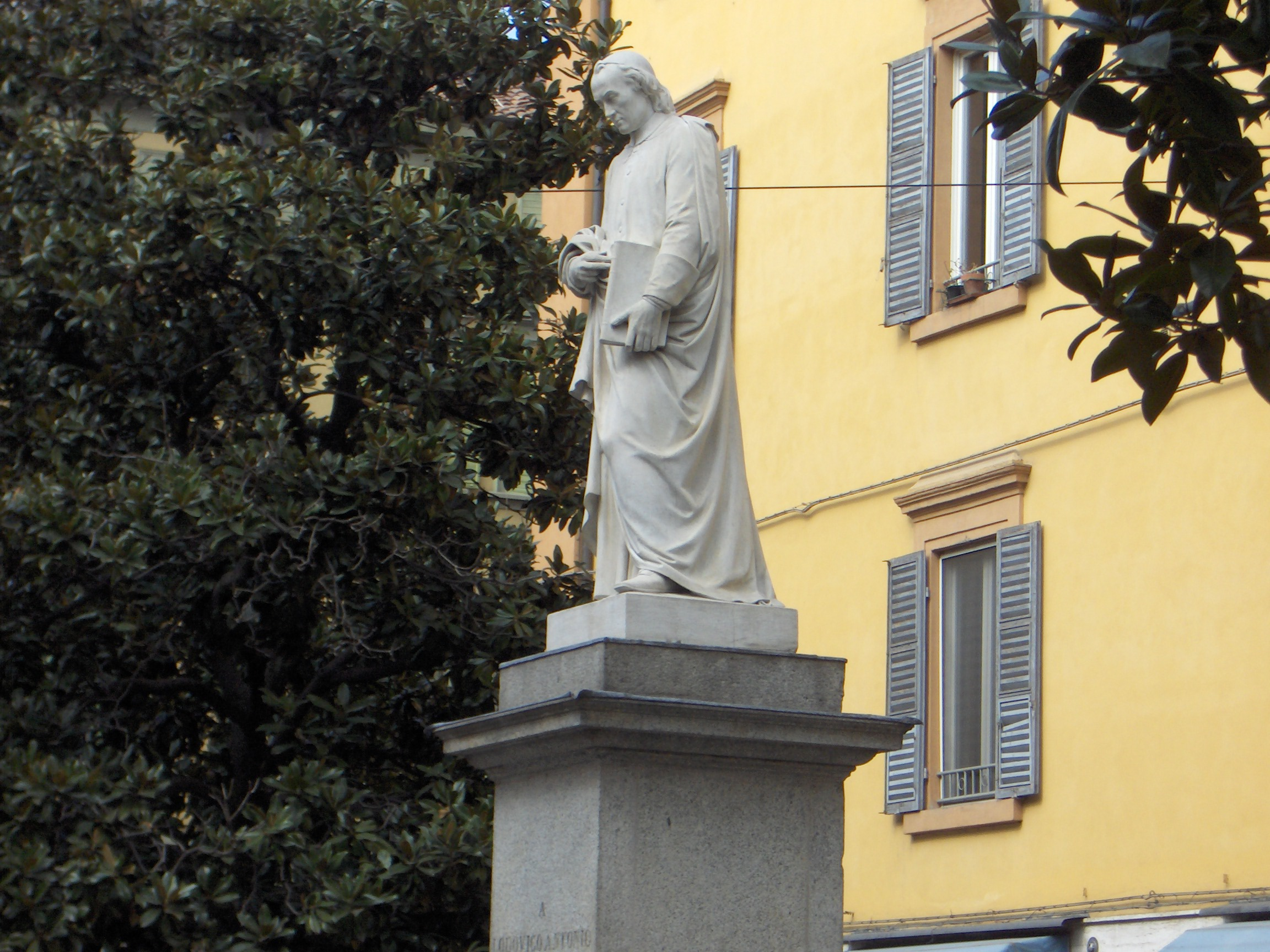
تمثال لودوفيكو أنتونيو موراتوري في شارع إميليا
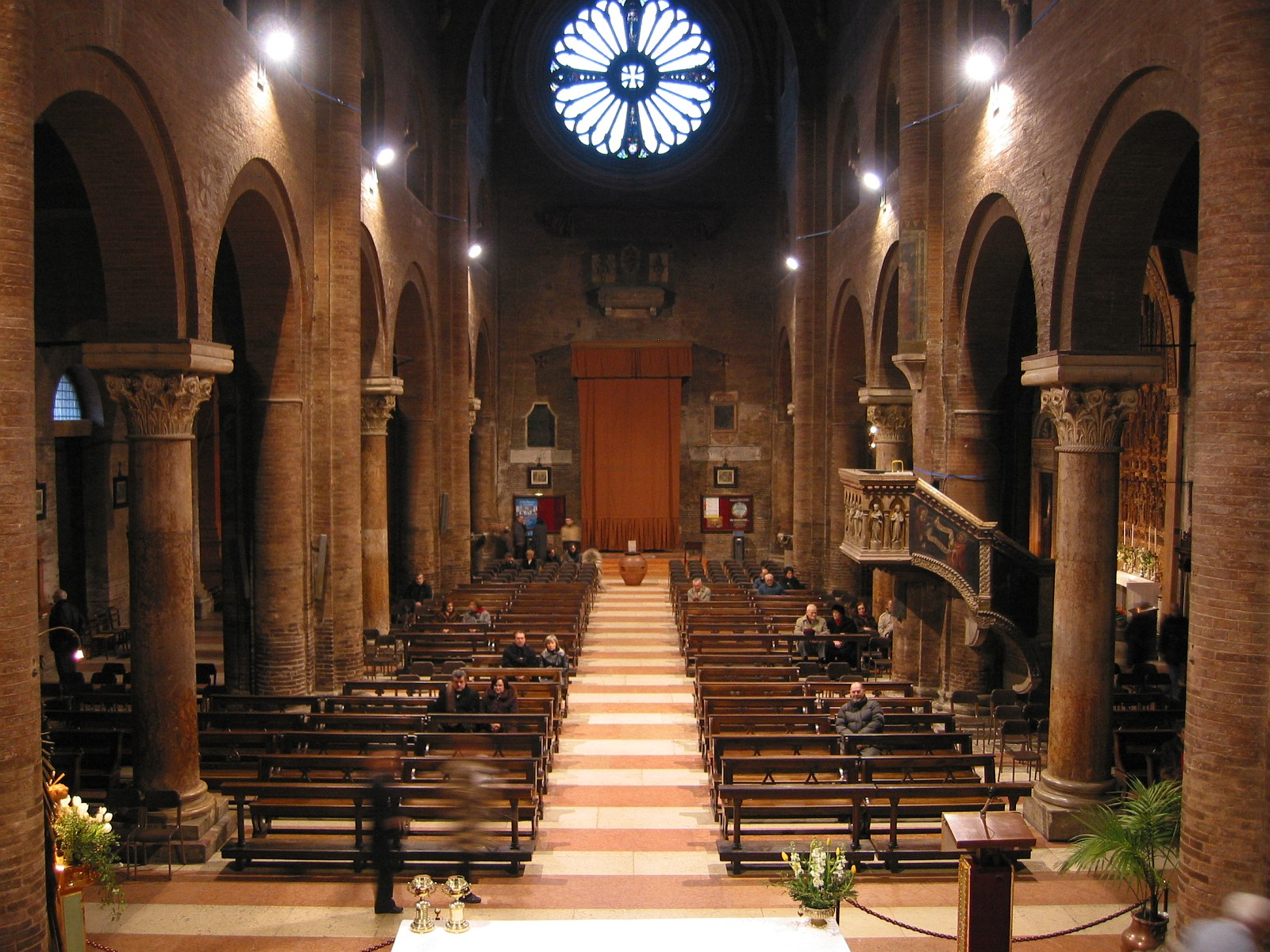
الكدرائية من الداخل

1. ↑  "Superficie di Comuni Province e Regioni italiane al 9 ottobre 2011" (بالإيطالية). Istituto nazionale di statistica. Retrieved 2019-03-16.
2. ↑   https://demo.istat.it/?l=it. {{استشهاد ويب}}: |url= بحاجة لعنوان (مساعدة) والوسيط |title= غير موجود أو فارغ (من ويكي بيانات) (مساعدة)
3. ↑   https://novisad.rs/eng/links. {{استشهاد ويب}}: |url= بحاجة لعنوان (مساعدة) والوسيط |title= غير موجود أو فارغ (من ويكي بيانات) (مساعدة)
4. ↑   https://www.linz.at/politik/6320.php. {{استشهاد ويب}}: |url= بحاجة لعنوان (مساعدة) والوسيط |title= غير موجود أو فارغ (من ويكي بيانات) (مساعدة)
5. ↑  حسين مؤنس (1987). "أطلس تاريخ الإسلام". القاهرة (ط. 1). القاهرة: الزهراء للإعلام العربي: 163. ISBN:978-977-14-7049-6. OCLC:1230076515. OL:13162429M. QID:Q114648616.
6. ↑  بيانات من موقع ISTAT - Istituto nazionale di statistica (ISTAT);  اطلع عليه بتاريخ 28-12-2012. "نسخة مؤرشفة". مؤرشف من الأصل في 2019-08-06. اطلع عليه بتاريخ 2020-02-06.{{استشهاد ويب}}:  صيانة الاستشهاد: BOT: original URL status unknown (link)